# Suomen virallinen lista
De Suomen virallinen lista is een Finse nationale hitlijst samengesteld door Musiikkituottajat – IFPI Finland. De eerste lijst werd in 1991 gestart onder de naam Radiomafian lista en werd uitgezonden op het radiostation Radiomafia (nu YleX) van de omroep YLE. Het werd de officiële lijst in 1994.
De volgende wekelijkse charts worden samengesteld en gepubliceerd door Musiikkituottajat:
- Album Top 50 (Suomen virallinen albumilista)
- Single Top 20 (Suomen virallinen singlelista)